# Bombardier ALP-46
Bombardier ALP-46 – lokomotywa elektryczna, wersja niemieckiej lokomotywy Baureihe 101 produkowana dla firmy New Jersey Transit. W październiku 1999 roku NJT zamówił 24 lokomotywy tego typu, a w 2001 roku następne 5. Lokomotywy zostały zbudowane w zakładach Bombardiera znajdujących się w Kassel.